# George Taylor (botanico)
Sir George Taylor (Edimburgo, 15 febbraio 1904 – Dunbar, 13 novembre 1993) è stato un botanico scozzese.

## Biografia
Ha studiato presso l'Università di Edimburgo, dove nel 1926 ha conseguito la laurea in botanica col massimo dei voti e la lode. Ha iniziato la carriera insegnando ai Reali Giardini Botanici di Edimburgo.
Nel 1928 Taylor è stato assunto come assistente nell'erbario del British Museum (Storia Naturale). Dal 1945 al 1950, Taylor è stato amministratore delegato del Dipartimento di Botanica del Museo e dal 1950 al 1960 ne fu il direttore. Dal 1956 al 1971 è stato direttore dei Royal Botanic Gardens di Kew, successore di Sir Edward James Salisbury. A Taylor seguirà John Heslop Harrison. A lui si deve la costruzione del Giardino della Regina (posto dietro Kew Palace) in uno stile seicentesco, il Queen's Gardens (Croydon) è stato aperto al pubblico nel 1969 e inaugurato dalla Regina Elisabetta II nel 1983.

Taylor ha condotto spedizioni in Sudafrica e Rhodesia nel 1927, 1928 e 1934. Insieme con gli altri membri della spedizione, ha raccolto esemplari di Ericaceae, Gladiolus spp., Ixia spp.  e Kniphofia spp. Nel 1934 e 1935 è stato per conto del British Museum capo spedizione in Africa orientale. Insieme a George Sherriff Ludlow e Frank Taylor nel 1938 ha intrapreso una spedizione in Bhutan e nel sud del Tibet.

Taylor ha ricevuto numerosi riconoscimenti: nel 1962 il titolo accademico di Cavaliere. Nel 1965 riceve la Victoria Medal of Honour assegnatagli dalla Royal Horticultural Society. Nel 1984 ha ricevuto la Medaglia scozzese della Royal Caledonian Horticultural Society. Membro della Royal Society di Edimburgo nel 1968 e della Linnean Society di Londra. Dal 1969 al 1972 fu presidente de International Association for Plant Taxonomy.

## Opere
- George Taylor, William Jackson Bean, Trees and shrubs hardy in the British Isles, 1914, 1988. Col contributo di William Jackson Bean, (1863 - 1947). Alberi e arbusti delle Isole Britanniche.
- George Taylor, An account of the genus Meconopsis, 1934, 1985. Col contributo di Sir William Wright Smith. (Profilo del genere Meconopsis) - Note per la coltivazione e introduzione alla specie.
- George Crosbie Taylor, Blanche Henrey,Flower portraits, 1938. Contributi di Blanche Henrey.
- George Taylor, John Smart, Bibliography of key works for the identification of the British fauna and flora, 1942, 1953. Bibliografia delle opere fondamentali per l'identificazione della flora e fauna britannica. Col contributo di John Smart.
- George Taylor, Lae Herbarium, Papua and New Guinea, 1965. Erbario, Papua e Nuova Guinea.
- George Taylor, Index Kewensis plantarum phanegamarum. ductu et consilio Georgii Taylor confecerunt Herbarii Horti Regii Botanici Kewensis curatores, 1970, Indice delle piante dei Giardini di Kew, orientamento e consuleza di .......
- George Taylor, Spiralian embryology, 1972. Embriologia Spirale.